# Hôtel de préfecture de la Guyane
L'hôtel de préfecture de la Guyane est un bâtiment situé à Cayenne. Il sert de préfecture au département de la Guyane.

## Localisation
L'édifice est situé au no 7 de la rue Fiedmont, sur la Place Léopold-Héder à Cayenne.

## Historique
À l'origine, le bâtiment construit entre 1749 et 1752, abrite un couvent de Jésuites. Au début du XIXe siècle, il devient hôtel du gouvernement, puis hôtel de la préfecture en 1947.
Dans les premiers temps qui ont suivi la fondation de Cayenne, les colons s'étaient installés près du vieux port, autour d'un puits communautaire. Un fort établi sur la colline du Cépérou défendait ce qui n'était d'abord qu'un simple poste de traite ou s'échangeait des marchandises entre les indiens et les européens. Le site où sera construit le bâtiment de la préfecture était alors un terrain vague encombré d'affleurements rocheux. 
En 1652, on entoura Cayenne d'une palissade bastionnée qui englobait une grande partie de ce terrain. Une dizaine d'années plus tard, sur une parcelle proche, on aménagea un cimetière au centre duquel s'élevait une petite chapelle baptisée Saint-Sauveur.
En 1667, sous la conduite du Père Grillet, les jésuites s'installaient pour un siècle en Guyane. Il leur revenait d'assurer toute la charge spirituelle de la colonie, c'est-à-dire : la desserte des paroisses, la catéchèse des esclaves et surtout, la conversion des amérindiens.
En 1679, ils obtenaient du gouverneur la concession du terrain de Cayenne. « Monsieur le Chevalier de Lézy octroie la concession aux dits Révérends Pères, d'un terrain proche de l'église Le Sauveur de Cayenne, contenant 32 toises de largeur sur 22 toises de longueur pour y bastir édifice, conformément à l'accord fait avec Messieurs les Directeurs. »
Cette première construction n'était sans doute qu'une simple case en bois et en torchis mais la fortune des jésuites en Guyane ne fut pas seulement spirituelle : le nouvel hôtel qu'ils firent construire à partir de 1729 sous l'autorité du Père Duplessis surpassait sans peine les modestes maisons de Cayenne. 

### Le Couvent des Jésuites
Ce grand bâtiment avait déjà le plan en U que nous lui connaissons aujourd'hui. La façade, très sobre, adoptait un ordonnancement classique. La justesse des proportions compensait largement l'austérité de l'ensemble. Sans doute à cause d'un accident de terrain, les deux ailes du bâtiment n'étaient pas parfaitement symétriques. Un clocher, s'élevait à l'extrémité de l'aile gauche. Les murs étaient construits en charpente et en briques. 
Cet hôtel, que l'on nommait dans les textes "le couvent", devait-il à terme adopter un plan carré donnant à la galerie intérieure la fonction d'un cloître ? Quel rôle jouait cette grande maison ?
Contrairement à une légende bien ancrée, les jésuites ne seront jamais nombreux en Guyane. En un siècle, on ne compte qu'une centaine de religieux au total. Ils ne seront pas plus de quinze dans les meilleurs années pour assumer la tâche écrasante de diriger des missions à Kourou, à Sinnamary et sur l'Oyapock, de desservir les paroisses de Roura, de Rémire, d'Oyapock et de Cayenne, d'administrer d'importantes habitations à Loyola, au Mont-Louis, à Saint-Régis, au Mont-Xavier...
Seul le Supérieur, assisté d'un coadjuteur (souvent, un jésuite à la retraite), résidaient ordinairement à la maison de Cayenne. Les pères y accueillaient de nombreux hôtes de passage. En 1744, la Condamine y séjourna et réalisa sur le parvis de l'hôtel une grande méridienne.
On peut donc considérer que ce bâtiment, orné intérieurement d'un hardin à la française avec ses nombreuses dépendances (cuisine, buanderie, logement des esclaves) servait, par sa monumentalité à manifester la puissance des jésuites dans la colonie. Ce n'est sans doute pas un hasard si cet hôtel faisait face à celui du gouverneur qui en adoptera les mêmes dimensions.
Pendant un siècle, le conflit entre les pères et les gouverneurs sera permanent. Il était nourri par les intérêts, souvent contradictoires du temporel et des exigences du spirituel : défense des indiens, privilèges des jésuites comme l'exemption de la capitation, immensité de leur domaine foncier et de leur réussite économique...
En 1762, l’interdiction des jésuites en France s'appliqua dans les colonies et quelques années plus tard, les missionnaires furent contraints d'abandonner leur bel hôtel à la colonie.

### L'Hôtel du gouvernement
Les administrateurs coloniaux s'emparèrent de la maison des jésuites pour en faire leur nouveau gouvernement. Sous l'immense toiture bien ventilée par de nombreuses lucarnes, on aménagea un séchoir pour les cordages et des voiles des vaisseaux du Roi. En réalité, ce bâtiment sera surtout utilisé comme résidence pour les gouverneurs et les officiers. Alors que des familles entières d'officiers étaient logées à l'étroit dans des petites pièces que l'on ne cessait de re-cloisonner, le premier étage de l'hôtel et les extérieurs sacrifiaient au goût de l'époque :
« Aujourd'hui que cette grande maison est décorée de plafonds, de chambranles sculptés de persiennes, de petits appartements ornés, que tout est tapissé et peint au rez-de-chaussée et à moitié de l'étage, qu'on a fait de nouvelles portes battantes à la moderne, qu'on a disposé une enfilade de portes pour en faire, si on a continué ce plan, le plus agréable hôtel de toute l'Amérique, on ne saurait guère à quoi l'employer en changeant sa destination actuelle. »
Cette enfilade de portes peut bien être interdite : ces ornements, ces plafonds, ces tapisseries seront bientôt détruits en logeant des gens de guerre. L'entretien de cette maison coûtera beaucoup désormais, d'autant que le Roi continuera à faire des frais d'ornements, des toiles, des tapisseries et des meubles sous un ciel si humide. À ce constat, l'intendant ajoute :
« Était-ce par cela qu'il fallait commencer dans une colonie aussi misérable que Cayenne ? Il faut attendre que l'agriculture ait produit les richesses, que les richesses aient appelé les arts utiles, avant d'étaler le luce dans une colonie où tout est à faire, sans quoi, on étouffe dès sa naissance l'arbre dont on attend des fruits, mais les calculs d'une administration aussi sage ne se font que dans les bureaux des ministres : ils ne s'exécutent pas dans les possessions éloignées du foyer de l'empire ».

### De L'Hôtel du gouvernement à l'hôtel de la préfecture
Après la Révolution, le pro-consul Victor Hugues s'installa dans ce bâtiment en 1801. Il y effectua des restaurations, l'horloge de la tour occidentale fut placée en façade sur un fronton triangulaire. Après son départ, les portugais occupèrent ce bâtiment. Les ornements et les meubles, encore en place, disparurent sans doute à cette époque. 
Jusqu'au Second Empire, les gouverneurs tels Milius et Laussat utilisèrent cette maison comme demeure avant que Tardy de Montravel (1860) ne construise une résidence à Montjoly et que plus tard le gouverneur Loubère n'établisse le Chalet Bourda en 1874, utilisé par les gouverneurs puis les préfets de la Guyane.
L'ancien hôtel des jésuites ne sera guère transformé pendant toute cette période. Les bardeaux de la toiture furent remplacées par des tuiles mécaniques. La tour de l'aile occidentale fut détruite à la fin du siècle dernier. Au milieu de la façade, un balcon en fer forgé permettait au gouverneur de saluer la foule lors des cérémonies officielles.
En 1925, le gouverneur Chanel remania la façade de l'ancien couvent en y accolant une galerie précédée par 13 colonnes monumentales. Cet aménagement en péristyle produit un effet solennel à condition de se placer dans l'axe du bâtiment car les retours d'angle révèlent fâcheusement le placage de ce décor tout théâtral.
Avec la départementalisation opérée par la loi du 19 mars 1946, ce bâtiment devint l'année suivante l'hôtel de la préfecture puis en 1982, siège de la préfecture de région.

### Hôtel de la préfecture: l'évolution du bâtiment et de son utilisation
1960. La toiture et la charpente du bâtiment sont refaites par le département de la Guyane, propriétaire de l'ensemble depuis 1948 en tant que successeur de la colonie. Les lucarnes qui éclairent les combles sont supprimées en façade. Une nouvelle couverture est réalisée en tôles bac acier, qui seront par la suite peintes en rouge. 
1970. Les services préfectoraux emménagent dans le nouvel immeuble de la préfecture construit rue Fiedmond. Une partie des locaux de l'ancien bâtiment est attribuée à divers services administratifs : archives départementales (jusqu'en 1983), condition féminine, protection civile, tribunal administratif, l'étage abrite des salons de réception ainsi que la résidence du préfet.
1979. Une importante œuvre de confortation du corps de bâtiment central est exécutée. L'année précédente, les façades et toitures y compris celles du pavillon de garde, l'escalier d'honneur et le jardin extérieur ont été inscrits à l'inventaire supplémentaire des Monuments historiques.
1983. Des travaux d'entretien sont effectués sur la façade (corniche).
1985. Un programme de travaux concernant l'aile est est lancé conjointement par l'État et le département. Ce dernier, début 1986, met le bâtiment ainsi que le terrain à la disposition de l'État. À travers ces travaux, l'aile est sera confortée dans sa partie qui abrite au rez-de-chaussée des bureaux et à l'étage les chambres et sanitaires servant de logement. Ultérieurement, de nombreux aménagements intérieurs seront également réalisés dans l'aile ouest. Surtout, la quasi-totalité des charpentes sera reprise de même que la toiture dans son intégralité. Cette restauration d'ensemble, qui aura coûté près de dix millions de francs à l'État, aura permis de créer environ 1000 m² supplémentaires de bureaux et de redonner aux toitures leurs formes d'autrefois.
Juin 1992. Le préfet et les services du cabinet emménagent dans l'aile est. L'ex chambre verte qui accueillait les personnalités de passage (le général de Gaulle y a séjourné) est aujourd'hui le bureau du représentant de l'État.
Le souci de promouvoir la production guyanaise aura parfois conduit à faire quelques entorses à l'histoire. Il en fut ainsi des tôles remplacées non par des bardeaux de Wapa plus conformes à la tradition mais par des tuiles plates de fabrication locale. Si l'édifice n'a pas encore tout à fait retrouvé sa beauté classique originelle, son classement au titre des Monuments historiques permettra peut-être de restituer un jour à la Guyane le témoin architectural le plus marquant du passé du centre-ville de Cayenne.